# مارتا دی‌جت
مارتا دی‌جت (انگلیسی: Matra Djet) یک خودروی اسپرت است که توسط سازنده فرانسوی مارتا بین سال‌های ۱۹۶۵ تا ۱۹۶۹ تولید شد. این خودرو توسط Michelotti طراحی شد و در آن از موتورهای مختلف رنو و ماترا استفاده شده بود. Matra Djet اولین خودروی تولیدی بود که از طرح موتور وسط استفاده کرد که هندلینگ و عملکرد را تا حد زیادی بهبود بخشید. همچنین یکی از اولین خودروهایی بود که از فایبرگلاس برای بدنه خود استفاده کرد و وزن را کاهش داد و راندمان سوخت را بهبود بخشید. Djet در مسابقات اتومبیل رانی موفق بود و چندین قهرمانی اروپا را به دست آورد. امروزه ماترا دیجت به عنوان یک خودروی اسپرت کلاسیک در نظر گرفته می‌شود و مورد توجه کلکسیونرها قرار گرفته‌است.